# Prix Blumenthal
Der Prix Blumenthal wurde 1919 von der Fondation franco-américaine Florence Blumenthal (Paris) erstmals verliehen. Bis 1954 wurden damit jährlich junge französische Künstler ausgezeichnet um sie finanziell zu unterstützen und ihnen die Möglichkeit zu geben, ihre Werke auch auf Ausstellungen in den USA zu präsentieren.
Die Stiftung wurde 1919 von Florence Blumenthal zusammen mit ihrem Ehemann George gegründet und neben einem Präsidium auch eine Jury eingerichtet, welche in wechselnder Besetzung über die jährlichen Preisträger entschied. Mitglieder dieser Jury waren u. a. Henri Bergson, Roland Dorgelès, Paul Dukas, Jean Giraudoux, Paul Landowski, Aristide Maillol, Georges Migot, Anna de Noailles, Auguste Perret, Maurice Ravel, Joseph Guy Ropartz, Paul Signac, Paul Valéry und Édouard Vuillard.
1954 wurde ein letztes Mal zusammen mit dem Preis auch ein Preisgeld ausgezahlt. Der Prix Blumenthal wurde noch einige Jahre ohne finanzielle Zuwendung verliehen, verlor aber sehr schnell an Attraktivität. Auf Antrag des Präsidenten der Fondation, Georges Huisman wurde die Fondation 1973 ohne Gegenstimme aufgelöst.
Zwischen 14. Mai und 5. Juni 2010 veranstaltete das Kulturzentrum von Hagenau (Département Bas-Rhin) eine umfassende Retrospektive der Fondation franco-américaine Florence Blumenthal und ihrer Gründerin.

## Preisträger (Auswahl)
| - 1920 – Jacques Rivière (1886–1925) - 1921 – Georges Migot (1891–1976) - 1921 – Claudius Linossier (1893–1953) - 1922 – Roger Désormière (1898–1963) - 1922 – Maurice Genevoix (1890–1980) - 1923 – Jean Adnet (1900–1995) - 1924 – Maurice Brianchon (1899–1979) - 1925 – André Chamson (1900–1983) - 1925 – Pierre Legrain (1889–1929) - 1926 – Robert Louis Antral (1895–1939) | - 1926 – Pierre Traverse (1892–1979) - 1926 – Maximilien Vox (1894–1974) - 1928 – Manuel Rosenthal (1904–2003) - 1928 – Charles-Émile Pinson (1906–1963) - 1930 – Marcel Aymé (1902–1967) - 1932 – Eugène Dabit (1898–1936) - 1935 – André Arbus (1903–1969) - 1936 – Jules Cavaillès (1901–1977) - 1936 – Maurice Duruflé (1902–1986) - 1938 – Henri-Georges Adam (1904–1967) | - 1938 – Jean René Bazaine (1904–2001) - 1946 – Boris Taslitzky (1911–2005) - 1948 – Auguste-Jean Gaudin (1914–1992) - 1950 – Serge Nigg (1924–2008) - 1952 – André Brasilier (* 1929) - 1954 – Maurice Legendre (* 1928) - 1954 – Gérard Blanchard (1927–1998) - 1955 – Paul Coupille (* 1928) - 1958 – Ida Gotkovsky (* 1933) - 1960 – Jean-Claude Bertrand (1928–1987) |